# KTV名画劇場
KTV名画劇場（けーてぃーぶい めいがげきじょう）は、
1980年代に関西テレビが毎週木曜日の深夜に放送されていた2時間枠の映画番組。アラン・ドロンといった名優の作品を中心に放送していた。

## 解説者
- 増井孝子

## エピソード
- アラン・ドロンといった名優の作品を中心に放送していた理由は、当時の担当のディレクターがかなりこだわって番組を作っていたため、と言われている。
- 解説者は増井孝子。この番組が彼女の映画評論家として知られている唯一のレギュラー番組である。
  - 関西を中心に活動する映画評論家は浜村淳を中心に数多くいるが、映画のテレビ番組のレギュラーで解説を持っていたのは現在まででは増井孝子だけである。（なお木村奈保子は兵庫県出身であるが、関西を中心に映画解説の活動をしていないため、当てはまらない。）
- ちなみに浜村淳は毎日放送で『映画へようこそ!』というタイトルの映画番組の解説をしていたが、これは不定期で正式なレギュラー枠ではないことから、未だに正式に映画番組のレギュラーを持ったことは彼自身も一度もない。
- またこの時期は、関西テレビが増井孝子、サンテレビが山城新伍、そしてKBS京都は桂文珍が映画解説をしており、関西ローカルの映画番組にそれなりに解説者がついていたことから、それなりに予算もありそれなりの人気を得ていたことが推察できる。